# Кубок Пятигорского
Кубок Пятигорского — международные шахматные соревнования, организованные на средства американского виолончелиста русского происхождения Григория Пятигорского. Проводились в Лос-Анджелесе (1963) и Санта-Монике (1966). Успешно выступили советские шахматисты — победители обоих турниров.

## Победители
- 1963 — 1—2. П. Керес, Т. Петросян — по 8½ очков из 14.
- 1966 — 1. Б. Спасский — 11½ очков из 18.